# Туристичний збір
Туристи́чний збір — це місцевий збір, кошти від якого зараховуються до місцевого бюджету. Місцеві ради самостійно приймають рішення про необхідність справляння даного збору на території громади.

## Туристичний збір в Україні
Станом на початок серпня 2011 року правом на введення даного збору скористалось більше 1600 місцевих рад, в тому числі міські ради Києва, Львова, Чернівців та багатьох інших туристичних та курортних центрів України.
Платниками збору є громадяни України, іноземці, а також особи без громадянства, які прибувають на територію адміністративно-територіальної одиниці, на якій діє рішення сільської, селищної та міської ради про встановлення туристичного збору, та отримують (споживають) послуги з тимчасового проживання (ночівлі) із зобов’язанням залишити місце перебування в зазначений строк.
Платниками збору не можуть бути особи, які:
- постійно проживають, у тому числі на умовах договорів, у селі, селищі або місті, радами яких встановлено такий збір;
- особи, які прибули у відрядження;
- інваліди, діти-інваліди та особи, що супроводжують інвалідів I групи або дітей-інвалідів (не більше одного супроводжуючого);
- ветерани війни;
- учасники ліквідації наслідків аварії на Чорнобильській АЕС;
- особи, які прибули за путівками (курсівками) на лікування, оздоровлення, реабілітацію до лікувально-профілактичних, фізкультурно-оздоровчих та санаторно-курортних закладів, що мають ліцензію на медичну практику та акредитацію Міністерства охорони здоров'я України;
- діти віком до 18 років;
- дитячі лікувально-профілактичні, фізкультурно-оздоровчі та санаторно-курортні заклади.

Базою справляння збору є вартість усього періоду проживання (ночівлі) в готелях та інших закладах готельного типу, санаторно-курортних закладах, будинках, квартирах, що належать на праві власності (найму) фізичним особам, за вирахуванням податку на додану вартість. До вартості проживання не  включаються витрати на харчування чи побутові послуги (прання, чистка, лагодження та прасування одягу, взуття чи білизни), телефонні рахунки, оформлення закордонних паспортів, дозволів на в’їзд (віз), обов’язкове страхування, витрати на усний та письмовий переклади, інші документально оформлені витрати, пов’язані з правилами в’їзду.
Ставка встановлюється місцевими радами у розмірі від 0,5% до 1% до бази справляння збору. Більшістю місцевих рад встановлена максимальна ставка даного збору. На території міста Чернівці діє ставка туристичного збору – 1% і, наприклад, за допомогою даного збору отримано у 2011 році до міського бюджету 95 тисяч гривень.
Обов’язок нараховувати і утримувати суму туристичного збору покладається на податкових агентів. Згідно з рішенням сільської, селищної та міської ради справляння збору може здійснюватися:
- адміністраціями готелів, кемпінгів, мотелів, гуртожитків для приїжджих та іншими закладами готельного типу, санаторно-курортними закладами;
- квартирно-посередницькими організаціями, які направляють неорганізованих осіб на поселення у будинки (квартири), що належать фізичним особам на праві власності або на праві користування за договором найму;
- юридичними особами або фізичними особами – підприємцями, які уповноважуються сільською, селищною або міською радою справляти збір на умовах договору, укладеного з відповідною радою.

Податкові агенти справляють збір під час надання послуг, пов’язаних з тимчасовим проживанням (ночівлею), і зазначають суму сплаченого збору окремим рядком у рахунку (квитанції) на проживання.
Базовий податковий (звітний) період дорівнює календарному кварталу. Податкові агенти самостійно обчислюють суму туристичного збору, яку зазначають у податковій декларації за формою, встановленою центральним органом державної податкової служби та подають декларацію щоквартально протягом 40 календарних днів, що настають за останнім календарним днем податкового (звітного) періоду органові державної податкової служби за місцем власної податкової реєстрації.
Суму збору, зазначену в податковій декларації, податковий агент зобов’язаний сплатити протягом десяти календарних днів, що настають за останнім днем граничного строку подання декларації.